# Rousměrov
Rousměrov är en ort i Tjeckien.   Den ligger i regionen Vysočina, i den centrala delen av landet, 140 km sydost om huvudstaden Prag. Rousměrov ligger 577 meter över havet och antalet invånare är 108.
Terrängen runt Rousměrov är platt. Runt Rousměrov är det ganska glesbefolkat, med 31 invånare per kvadratkilometer. Närmaste större samhälle är Žďár nad Sázavou, 13,5 km nordväst om Rousměrov. I omgivningarna runt Rousměrov växer i huvudsak blandskog.